# جون ستون (لاعب كرة قدم أمريكية)
جون ستون (بالإنجليزية: John Stone) هو لاعب كرة قدم أمريكية أمريكي، ولد في 7 يوليو 1979 في سومرز بوينت في الولايات المتحدة.

## وصلات خارجية
- جون ستون على موقع مرجع كرة القدم المحترفة.كوم (الإنجليزية)